# Adadapaliddina
Adadapaliddina o també Adad-apla-iddina (accadi: ) va ser un rei usurpador del tron de Babilònia.
Era un cap arameu de les tribus que a la primera meitat del segle xi aC estaven atacant Mesopotàmia. En una absència del rei Mardukxapikzeri, que havia anat a Assíria a buscar una aliança contra els arameus, Adadapaliddina es va apoderar de la ciutat que el rei va trobar ocupada quan va retornar. Assíria, davant dels fets consumats, no va tenir més remei que reconèixer-lo com a rei. Cap a l'any 1054 aC va instal·lar a Xamxi-Adad IV que s'havia refugiat a Babilònia no se sap si exiliat o per demanar ajuda, com a rei d'Assíria.
Els suteus van saquejar i destruir el temple del déu Xamaix a Sippar durant el seu regnat. Se sap de destruccions a Uruk, Der i Dur-Kurigalzu, que podrien ser obra dels suteus o a causa de revoltes locals contra els arameus. La ciutat de Babilònia es va revoltar, però va sufocar ràpidament la rebel·lió.
Cap a l'any 1046 aC va regnar breument Mardukakhkheriba i després Marduk-Zer… que va regnar uns 13 anys. El darrer rei va ser Nabu-Xum-Libur (potser del 1033 aC al 1025 aC). D'aquests regnats no se'n sap gairebé res.
En aquestos anys van sorgir a Mesopotàmia diversos principats arameus entre els quals es poden esmentar els de Larak, Bit Dakkuri, Bit Amukkani, Bit Silani, Bit Sa'alli o Bit Yakin.
Després del 1050 aC es va fer independent una dinastia al sud de Babilònia, al País de la Mar, que cap al 1025 aC va conquerir Babilònia i la va governar durant prop d'un quart de segle.